# 南水北调东线江苏水源有限责任公司
南水北调东线江苏水源有限责任公司是为建设江苏省境内南水北调新建工程而设立的省属国有独资公司，由中央政府和江苏省人民政府共同出资，江苏省人民政府授权江苏省人民政府国有资产监督管理委员会履行出资人职责，以及管理。
公司实行总部、二级机构（分、子公司，共5家）、基层企业（共8家）三级管理模式。至2018年底，公司有控股、参股15家企业。其中，全资6家、控股5家、参股4家。2015年起，曾任徐州市副市长等职的邹徐文任公司党委书记、董事长。2018年底，据江苏省纪委监委消息，邹徐文因涉嫌严重违纪违法接受纪律审查和监察调查。